# Nastro giallo (premio)

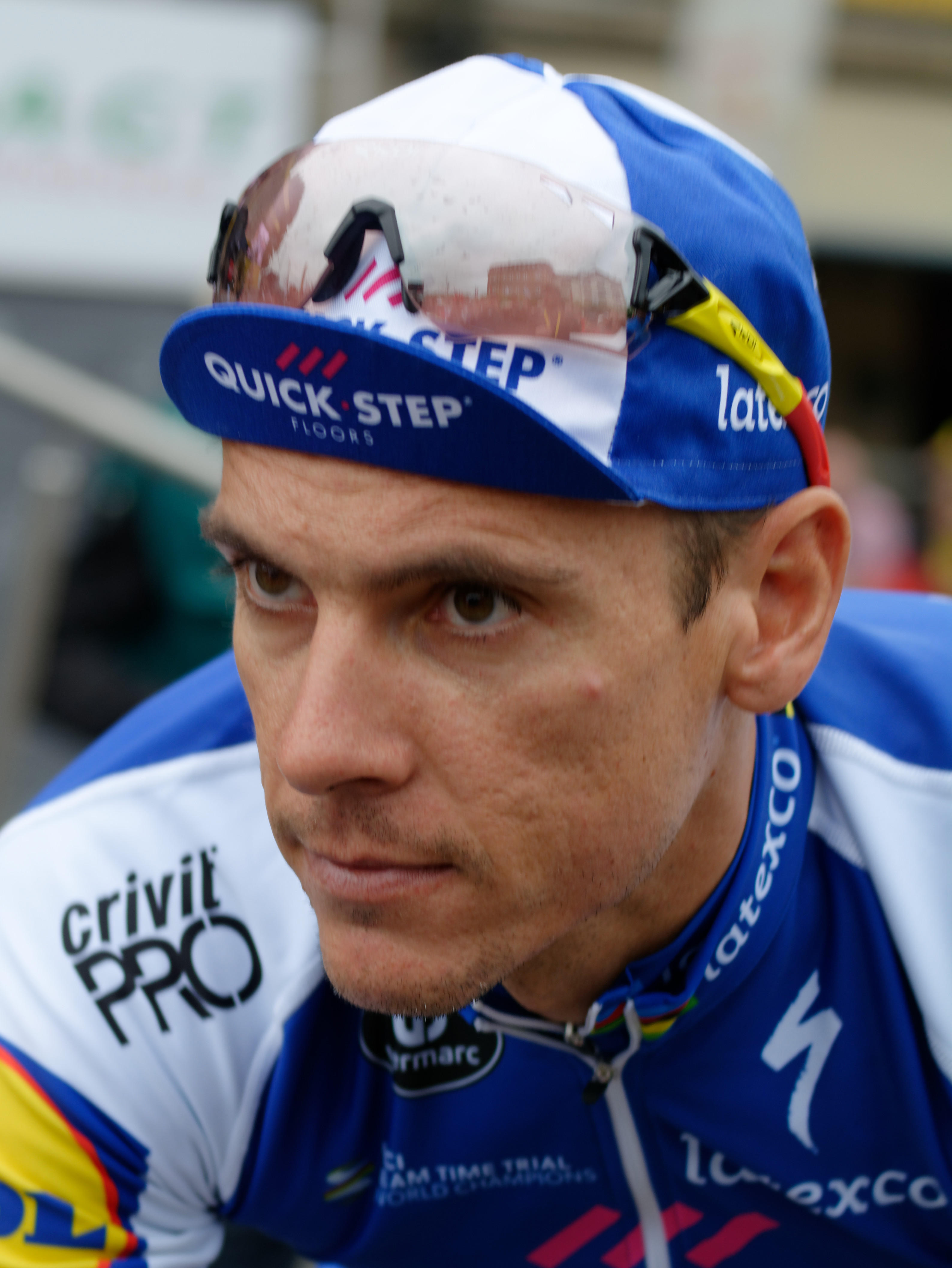
il ciclista belga Philippe Gilbert, detentore del nastro giallo dal 2019

Il nastro giallo (in francese: ruban jaune) è un premio ideato nel 1936 da Henri Desgrange, patron del Tour de France, per distinguere e segnalare il ciclista detentore della media di percorrenza più veloce in una gara di lunghezza superiore ai duecento chilometri.
Il nome venne scelto per analogia con il nastro azzurro che era attribuito alla nave che percorreva più velocemente la traversata atlantica, mentre il colore giallo venne voluto dal giornale L'Auto.
Per ben nove volte il nastro è stato attribuito al ciclista vincitore della Parigi-Tours, per due volte è stato assegnato nella Parigi-Roubaix e per una sola volta nella Parigi-Bruxelles.
Il ciclista che ha detenuto per più tempo il nastro è stato il belga Freddy Maertens, vincitore della Parigi-Bruxelles nel 1975, che lo mantenne per ventidue anni prima che Andrei Tchmil superasse la sua media nella Parigi-Tours del 1997. Per la prima volta è stato assegnato dopo una tappa di un grande giro, precisamente dopo la 17ª tappa della Vuelta a España 2019 a Philippe Gilbert, che percorse 219 km alla media di 50,628 km/h.

## Albo d'oro
| Anno | Atleta              | Corsa            | Velocità media                     |
| ---- | ------------------- | ---------------- | ---------------------------------- |
| 1936 | Gustave Danneels    | Parigi-Tours     | 41,455 km/h (251 km in 6h03'17")   |
| 1938 | Jules Rossi         | Parigi-Tours     | 42,092 km/h (251 km in 5h57'47")   |
| 1948 | Rik Van Steenbergen | Parigi-Roubaix   | 43,612 km/h (246 km in 5h38'26")   |
| 1955 | Jacques Dupont      | Parigi-Tours     | 43,666 km/h (253 km in 5h47'48")   |
| 1962 | Jo de Roo           | Parigi-Tours     | 44,903 km/h (267 km in 5h57'26")   |
| 1964 | Peter Post          | Parigi-Roubaix   | 45,129 km/h (265 km in 5h52'19")   |
| 1975 | Freddy Maertens     | Parigi-Bruxelles | 46,110 km/h (285 km in 6h11'30")   |
| 1997 | Andrei Tchmil       | Parigi-Tours     | 47,168 km/h (254 km in 5h23'44")   |
| 2003 | Erik Zabel          | Parigi-Tours     | 47,550 km/h (257 km in 5h24'55")   |
| 2010 | Óscar Freire        | Parigi-Tours     | 47,729 km/h (233 km in 4h52'54")   |
| 2012 | Marco Marcato       | Parigi-Tours     | 48,629 km/h (235,5 km in 4h50'34") |
| 2015 | Matteo Trentin      | Parigi-Tours     | 49,642 km/h (231 km in 4h39'12")   |
| 2019 | Philippe Gilbert    | Vuelta a España  | 50,628 km/h (219 km in 4h20'15'')  |